# 圧電効果

圧電素子が変形された場合、電圧が発生する

圧電効果（あつでんこうか 英: piezoelectric effect）とは、物質（特に水晶や特定のセラミックス）に圧力（力）を加えると、圧力に比例した分極（表面電荷）が現れる現象。また、逆に電界を印加すると物質が変形する現象は逆圧電効果と言う。なお、これらの現象をまとめて圧電効果と呼ぶ場合もある。これらの現象を示す物質は圧電体と呼ばれ、ライターやガスコンロの点火、ソナー、スピーカー等に圧電素子として幅広く用いられている。圧電体は誘電体の一種である。
アクチュエータに用いた場合、発生力は比較的大きいが、変位が小さくドリフトが大きい。また、駆動電圧も高い。STMやAFMのプローブまたは試料の制御などナノメートルオーダーの高精度な位置決めに用いられることが多い。
なお、piezoelectricity は圧電気のほかピエゾ電気とも訳され、「圧搾する」、または「押す（press）」を意味する古代ギリシア語: πιέζω(piézō)からハンケルにより名付けられた。

## 歴史

### 発見と初期の研究
焦電効果 (pyroelectric effect)とは、物質が温度変化に応じて電気的ポテンシャルを生ずることで、18世紀の中ごろ、カール・フォン・リンネとフランツ・エピヌスにより研究された。この知見から、ルネ＝ジュスト・アユイとアントワーヌ・セザール・ベクレルの2人は、機械的応力と電気的変化の関係を仮定したが、それらの実験からは、満足いくものが得られなかった。
圧電効果の最初の公開実験は、1880年、ピエール・キュリーとジャック・キュリー兄弟により行われた。彼らは、結晶構造体では、焦電性が上がるという基礎的な理解と焦電効果の知見を結びつけ、結晶体の挙動を予言し、トルマリン、石英、トパーズ、蔗糖、ロッシェル塩 (KNaC4H4O6·4H2O)といった結晶体を用いて、応力により電気分極を生ずる圧電効果を論証した。石英とロッシェル塩は、最も顕著にこの効果を示した。
しかし、キュリー兄弟は、逆圧電効果を予言しなかった。1881年ガブリエル・リップマンは、この逆の効果を基礎的な熱力学原理より数学的に導いた。キュリー兄弟は、直ちにこの効果があるだろうと確信し、圧電性結晶体で電気－弾性－機械的変形の完全可逆性の定量的証拠を得ようと実験を続けた。
次の10年ほどは、圧電効果は、実験室的な関心といったところに留まっていた。1910年、圧電性を持つ20種類の結晶の記述やテンソル解析を用いた圧電気定数の厳密な定義をしたウォルデマール・ボイツの「結晶物理学のテキスト」をもって、次の展開を迎えた。

### 第一次世界大戦とその後
最初の実用的な圧電効果の応用はソナーで、第一次世界大戦中初めて開発された。フランスで1917年にポール・ランジュバンとその同僚が超音波を用いた潜水艦探知機を開発した。その探知機は、2つの鋼鉄製平板に注意深く接着した薄い石英結晶を用いた変換器（トランスデューサ）と反射波を探知する水中聴音器（ハイドロホン）よりなり、変換器から高周波のチーチー音（チャープ）を放出し、対象物からはねだす音波の反射音を検出するまでにかかる時間を測定することで、その対象物までの距離を計算する。
ソナーに圧電効果を用い、そのプロジェクトが成功したことで、圧電素子の開発に強い関心を引き起こした。次の十年以上にもわたり、新しい圧電素子とそれらを使った新しい応用は、探求され開発された。
圧電素子は、多くの分野で組み込まれている。プレイヤーの設計を容易にしたセラミック音響カートリッジは、安価で精巧であり、レコードプレイヤーを安価で維持でき、かつ組み立てるのを容易にした。超音波変換器の開発は、固体分野で粘弾性の測定を容易にし、材料研究に非常な進歩をもたらした。超音波時間領域反射測定器（材料に超音波パルスを送り、切れ目からの反射波を測定する）は、鋳造金属や石でできた物の中にある割れを発見でき、構造物の安全性を向上させた。

### 第二次世界大戦とその後
第二次世界大戦中、アメリカ、ロシア、日本の独立した研究グループは、強誘電体と呼ばれる天然物の数段高い圧電気定数を示す新しい種類の人工素子を発見した。特定の応用で特異的な特性を持ったチタン酸バリウムとその後、チタン酸ジルコン酸鉛の研究開発を熱心に行った。
アメリカにおける圧電素子の開発は、ほぼこの分野での戦時の初めによるものと特許利益獲得の関心により開発する企業内で行われた。新素子は、石英結晶体で、これが最初に商業的に開発された圧電素子であり、科学者はさらに高性能の素子を探した。素子が進歩し、生産工程が成熟したにもかかわらず、アメリカの市場はすぐには成長しなかった。多くの新しい応用がなく、アメリカの圧電素子産業の成長は苦しんだ。
それとは対照的に、日本の製造業者らは、情報を交換し、直ちに技術上・製造上の挑戦を克服し、新しい市場を作り出した。日本の素子を探す努力は、アメリカの素子に競合する圧電素子を作り出したが、高価な特許料の制約があった。
主な日本の圧電素子の開発は、ラジオ・テレビで使われる圧電フィルター、直接電気回路に組み込むことの出来る圧電ブザーとオーディオ変換器とセラミック製円板を押すことによって小さなエンジン点火系（とガスグリル・ライター）に火花を生み出す圧電点火装置の新しい設計を含んでいる。空気中に音波を送る超音波変換器は、元々あったが、最初に商業的に使われたのは、テレビリモコンであった。現在これらの変換器は、音響反射装置としていくつかの車に搭載され、運転手が車後部とその後ろにある対象物との距離を測定する手助けとなっている。

## 動作原理
圧電効果は、ある物質（特に水晶や特定のセラミックス）が機械的応力の応答として生ずる電気的ポテンシャルである。ピエゾ電気は、結晶格子を通る電気的変化の分離として生ずると考えられている。物質が（電気的に）ショートしていないならば、かかる変化は、物質を通る電圧を誘導する。
圧電性の結晶内では正と負の電荷が分離している。しかし、対称性が広範囲に及んでいるため、結晶全体では電気的に中性である。これら各々のサイトは、電気的に双極を形成し、近くの双極は、ワイス・ドメインという領域でお互いに一直線に並ぶ傾向がある。ドメインは通常不規則に方向を定めているが、強い電場を材料を横切って、通常温度上昇を伴い、かけるという工程、すなわちポーリング（磁気ポーリングとは別）の間は一直線に並びうる。
機械的応力をかけると、この対称性は広範囲に及び、電荷の非対称性が材料を横切る電圧を生む。例えば、1cm片の石英立方体に正確に２kN（500lbf）の荷重をかけると12,500Vの電圧が生ずる。
ピエゾ電気物質はまた、電場をかけると結晶に機械的変形を引き起こす、逆のピエゾ電気効果と呼ばれる正反対の効果を示す。

### 圧電基本式
圧電効果は圧電基本式と呼ばれる二元連立方程式で記述される。独立変数にどの物理量を取るかによって四種類の形式をとる。ひずみを{\displaystyle \mathbf {S} }（単位なし）、電束密度を{\displaystyle \mathbf {D} }（C/m2）とすると、圧電基本式は応力{\displaystyle T}（N/m2）および電場{\displaystyle E}（V/m）を独立変数として次のように示される（d形式という）。
- {\displaystyle \mathbf {S} =s^{E}T+d^{t}E}
- {\displaystyle \mathbf {D} =dT+\varepsilon ^{T}E}

ここで、{\displaystyle s^{E}}: 弾性コンプライアンス定数（m2/N）、{\displaystyle \varepsilon ^{T}}: 誘電率（F/m）であり、右肩の記号はその物理量が一定の条件下の値であることを示す。また、{\displaystyle d^{t}}および{\displaystyle d}は圧電定数と呼ばれ、機械的効果と電気的効果を結びつける係数である。{\displaystyle d^{t}}の単位はm/Vであり、{\displaystyle d}の単位はC/Nである。圧電定数{\displaystyle d^{t}}および{\displaystyle d}が0であるならば、
- {\displaystyle \mathbf {S} =s^{E}T}　（フックの法則）
- {\displaystyle \mathbf {D} =\varepsilon ^{T}E}

となり機械的および電気的現象それぞれのみの場合の記述となる。電気系の物理量がベクトル（1階のテンソル）、機械系の物理量が2階のテンソルで記述されるので、これらを結ぶ圧電定数は3階のテンソルで表される。すなわち27個の独立した成分を持つことになるが、せん断応力（およびせん断ひずみ）の独立成分は3個であり（応力の項を参照）、また結晶には対称性が存在するので、実際には圧電定数の独立成分はずっと少なくなる。

## 結晶の種類

空間的に分離された電荷は電界と電位を発生する。ここではコンデンサーの一般的な誘電体を示している。圧電素子に対して、外部から電圧を印加する代わりに機械的な圧力を加えると、圧電体内の個々の原子で電荷の分離が発生する。

32個の結晶点群のうち、21個は非中心対称（対称の中心を持たない）であり、そのうち20個は、直の圧電効果を示す（21番目は立方晶種432である）。このうちの10個は単位セルに両極を持ち、極性があり（例えば、自発的に分極する）、圧電効果を示す。もしこの双極子に逆に電場をかけたならば、この物質は強誘電体と呼ばれる。
- 圧電結晶体の種類：1, 2, m, 222, mm2, 4, -4, 422, 4mm, -42m, 3, 32, 3m, 6, -6, 622, 6mm, -62m, 23, -43m
- 焦電体：1, 2, m, mm2, 4, 4mm, 3, 3m, 6, 6mm

## 主な圧電体材料
天然・人工ともに多くの材料は、圧電効果を示す。以下に主なものを列挙する。

### 天然結晶
- ベルリナイト（燐酸アルミニウム：AlPO4） … 希少なリン酸塩鉱物で、構造的には石英に等しい。
- 蔗糖
- 石英（水晶）（SiO2）
- ロッシェル塩（酒石酸カリウム-ナトリウム）（KNaC4H4O6）
- トパーズ（黄玉、ケイ酸塩）（Al2SiO4(F,OH)2）
- 電気石（トルマリン）グループ鉱物

### その他の天然物
- 骨 … 乾燥した骨は、いくらかのピエゾ電気特性を示す。深田栄一による研究は、アパタイト結晶（中心対称であり、非圧電性となる）が要因ではなく、コラーゲンにより圧電特性があることを示した[2]。

圧電効果は、生物学上の力センサーの役割りをしていると考えられている。
- 腱
- 絹
- 木材
- エナメル
- 象牙質
- DNA

### 人工結晶
- オルト（正）燐酸ガリウム（GaPO4） … 石英類似結晶
- ランガサイト（La3Ga5SiO14） … 石英類似結晶

### 人工セラミックス
ペロフスカイト（ペロブスカイトとも呼ばれている。perovskite チタン酸カルシウム：CaTiO3）やタングステン-青銅構造を持つセラミックスの一群は、圧電効果を示す。
- チタン酸バリウム（BaTiO3） … チタン酸バリウムは、最初に発見された圧電セラミックスである。
- チタン酸鉛（PbTiO3）
- チタン酸ジルコン酸鉛（ジルコニウム酸-チタン酸鉛）（Pb[ZrxTi1-x]O3 0<x<1　混晶） … 一般的には、PZTとして知られている。PZTは今日使われている最も一般的な圧電セラミックスである。
- ニオブ酸カリウム（KNbO3）
- ニオブ酸リチウム（LiNbO3）
- タンタル酸リチウム（LiTaO3）
- タングステン酸ナトリウム（NaXWO3）
- 酸化亜鉛（ZnO、Zn2O3）
- Ba2NaNb5O5
- Pb2KNb5O15
- リチウムテトラボレート（Li2B4O7）

### 鉛フリー圧電セラミックス
近年、RoHS指令によって鉛を含んでいる物質の毒性に関して関心が高まっている。この問題に取り組むため、無鉛の圧電材料が再開発された。
- ニオブ酸ナトリウムカリウム（(K,Na)NbO3） … 2004年に、齋藤康善が率いる豊田中央研究所の研究グループによって、高い{\displaystyle T_{C}}を有するPZTに近い特性を備えたニオブ酸ナトリウムカリウムが発見された[5]。
- ビスマスフェライト（BiFeO3）は鉛フリーセラミックスの置き換えの有望な候補である。
- ニオブ酸ナトリウム（NaNbO3）
- チタン酸ビスマス（Bi4Ti3O12）
- チタン酸ビスマスナトリウム（Na0.5Bi0.5TiO3）

現在のところ、これらの物質の環境に対する影響や安定供給も確認されていない。

### ポリマー
- ポリフッ化ビニリデン（1,1-2フッ化エタン重合体、PVDF） … PVDFは、石英より数段高い圧電性を示す。材料の結晶構造が圧電効果を生み出すセラミックスとは違い、ポリマー内では、電界があると相互に曲がりくねった長鎖分子がくっ付いたり、引き離れたりする。

### その他の人工物
- 窒化アルミニウム（AlN）
- リン酸ガリウム（GaPO4）
- ガリウム砒素（GaAs）

## 応用分野
この圧電効果は、正圧電効果の有る物質（応力を加えた時、電気を生ずる）はまた、逆圧電効果（電場が有れば、縮んだり、伸びたりする。この場合電場のかけ方により、一方向のみ、または双方向の場合がある）が有るであろうと可逆的に考えられている。例えば、鉛・ジルコニア・チタン水晶では、元の長さの最大0.1%形状が変わるであろう。この効果は、音、高電圧の発生、電気周波数の発生、マイクロバランスや光学機器の超微調整焦点合わせなど、検出や製造に応用されている。また、原子解像や顕微探査スキャニング（STM, AFM, MTA, SNOMなど）といった多くの科学計測技術の拠りどころともなっている。
その他にも圧電効果による摩擦軽減特性も報告されている。これは結晶配向を正確に制御した酸化亜鉛をコーティングしたもので大気・真空・油中で摩擦を軽減する。特に極性分子が介在しない油中においては圧電効果による反発力で荷重が増加するにつれ摩擦抵抗が低下するという実験結果が出ており、今後は油・真空環境下での応用が期待される。